# Índice de Simpson
Índice de diversidad de Simpson (también conocido como el índice de la diversidad de las especies o índice de dominancia) es uno de los parámetros que nos permiten medir la riqueza de organismos. En ecología, es también usado para cuantificar la biodiversidad de un hábitat. Toma un determinado número de especies presentes en el hábitat y su abundancia relativa. El índice de Simpson representa la probabilidad de que dos individuos, dentro de un hábitat, seleccionados al azar pertenezcan a la misma especie. Es decir, cuanto más se acerca el valor de este índice a la unidad, existe una mayor posibilidad de dominancia de una especie y de una población; y cuanto más se acerque el valor de este índice a cero mayor es la biodiversidad de un hábitat.

## Definición
La fórmula para el índice de Simpson es:
{\displaystyle D={\frac {\sum _{i=1}^{S}n_{i}(n_{i}-1)}{N(N-1)}}}
Donde: 
- S es el número de especies
- N es el total de organismos presentes (o unidades cuadradas)
- n es el número de ejemplares por especie

El índice de Simpson fue propuesto por el británico Edward H. Simpson en la revista Nature en 1949.